# Caproni Ca.11
Caproni Ca.11 — одиннадцатый самолёт Джованни Капрони. На Ca.11 были поставлены итальянские рекорды скорости и высоты.

## История создания
Ca.11 стал четвёртым монопланом Капрони. Был разработан при участии Агостино Де Агостини.
В целом, похожий на Blériot XI, являлся продолжением Ca.8. Был высокопланом, не имел элеронов, кренился за счёт деформации крыла. Шасси состояло из двух колёс с полозьями. Силовая установка - ротативный двигатель Гном Omega 50 л. с.

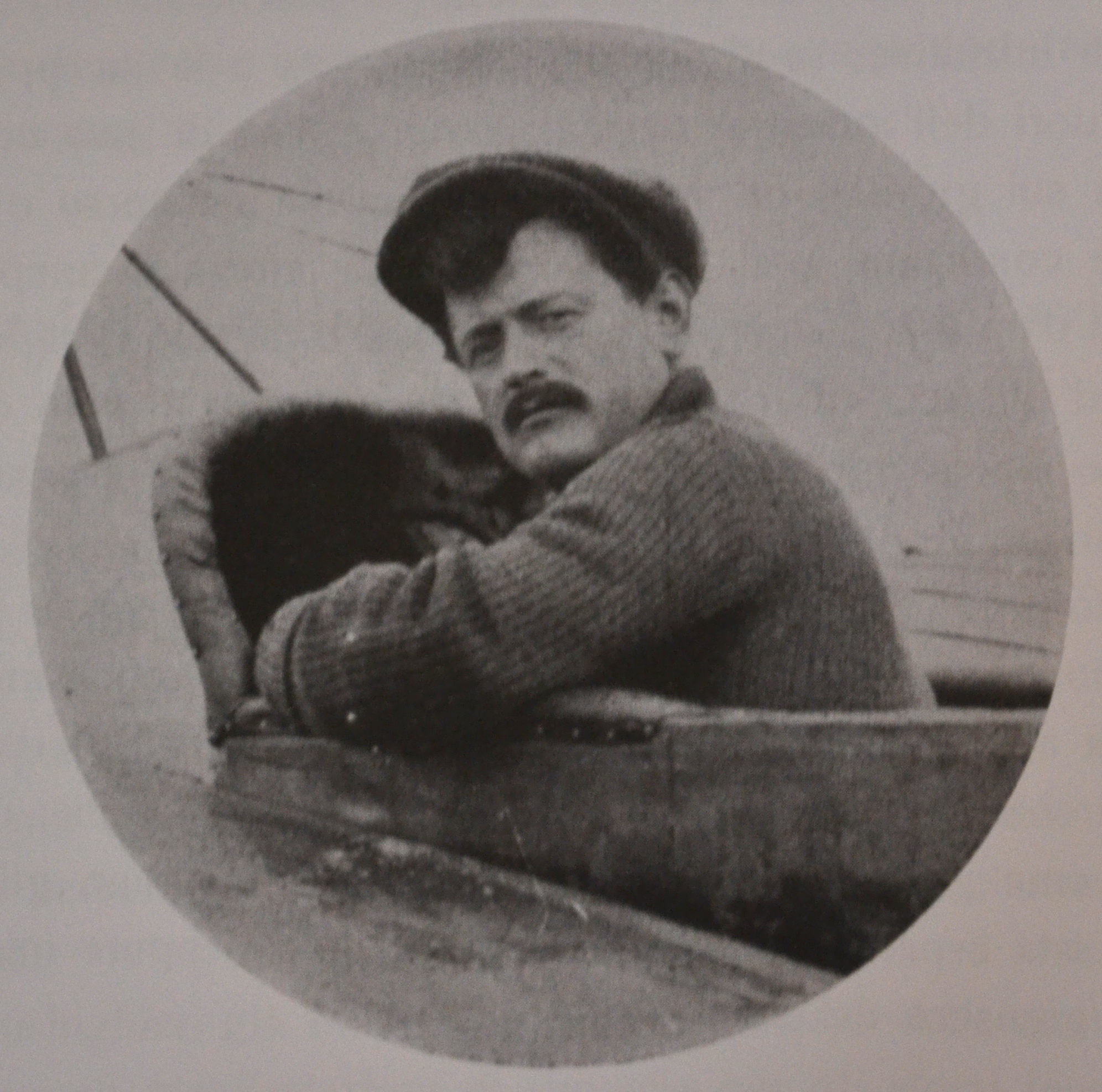
Енрико Кобиони

## История эксплуатации
Ca.11 разрабатывался для обучения пилотов, однако, качество самолёта позволило поставить на нём ряд рекордов.

12(по другим источникам, 13) февраля пилот Енрико Кобиони сделал 20 кругов по 5 км, установив рекорд Италии на 100 км(средняя скорость 90,225 км/ч). 14 февраля тот же пилот побил ещё один рекорд - рекорд высоты - поднявшись на 1150 м(правда, находился он там 15 минут). В течение того же полёта он преодолел 1582 м за 53 с, достигнув скорости 106,242 км/ч, побив национальный рекорд на прямой дистанции.

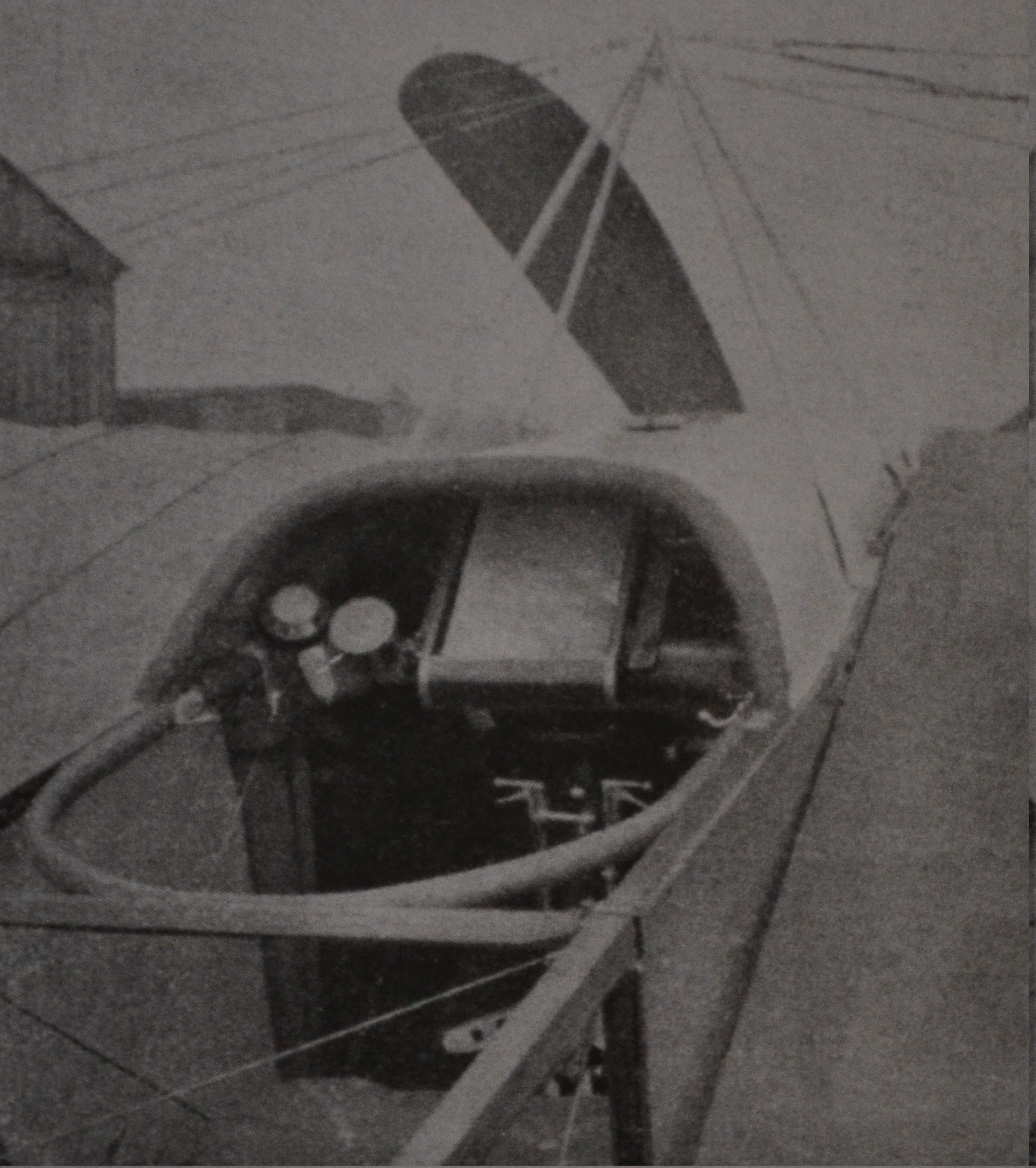
В кабине Ca.11